# Barvář

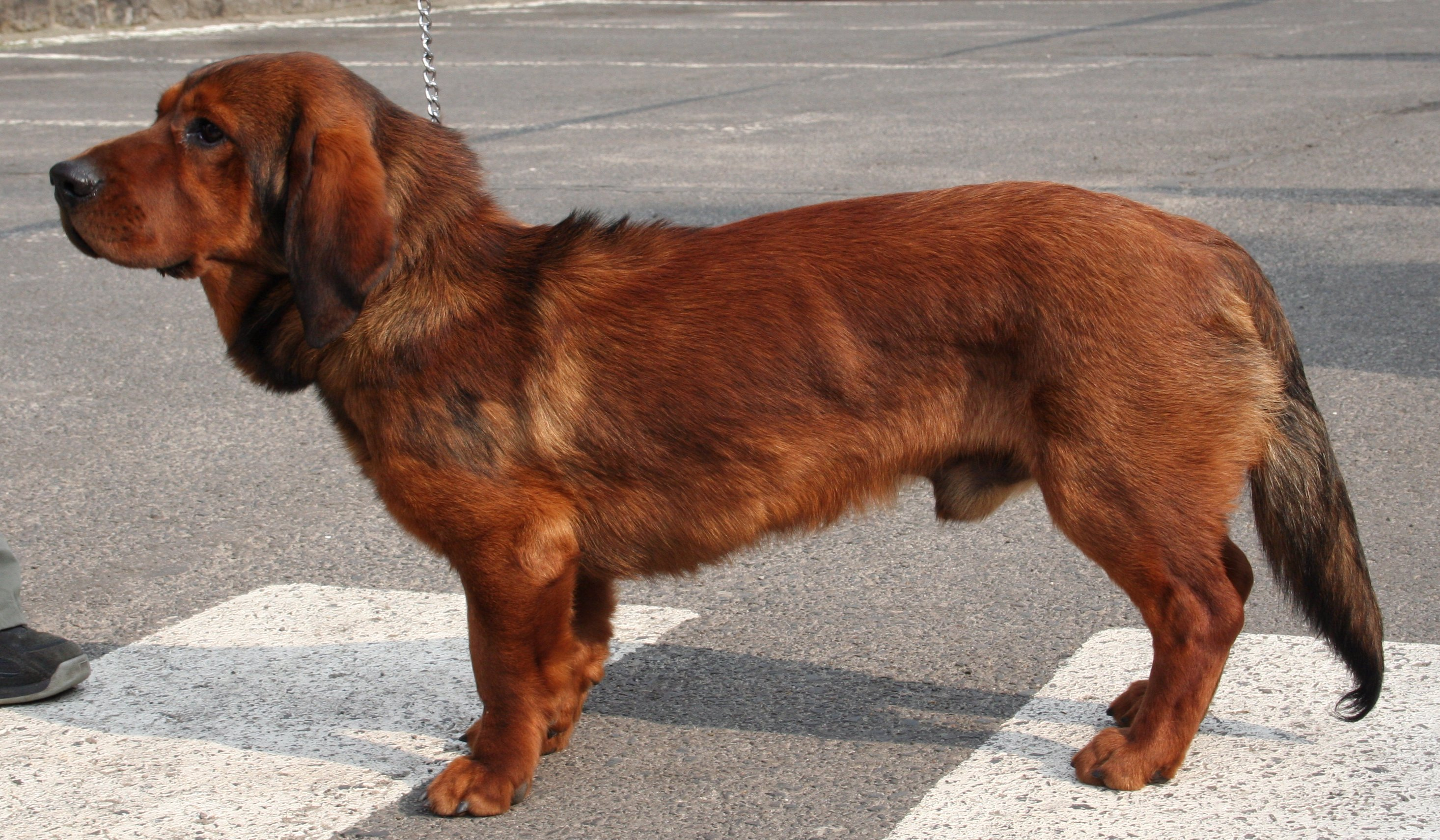
Aplský jezevčíkovitý brakýř

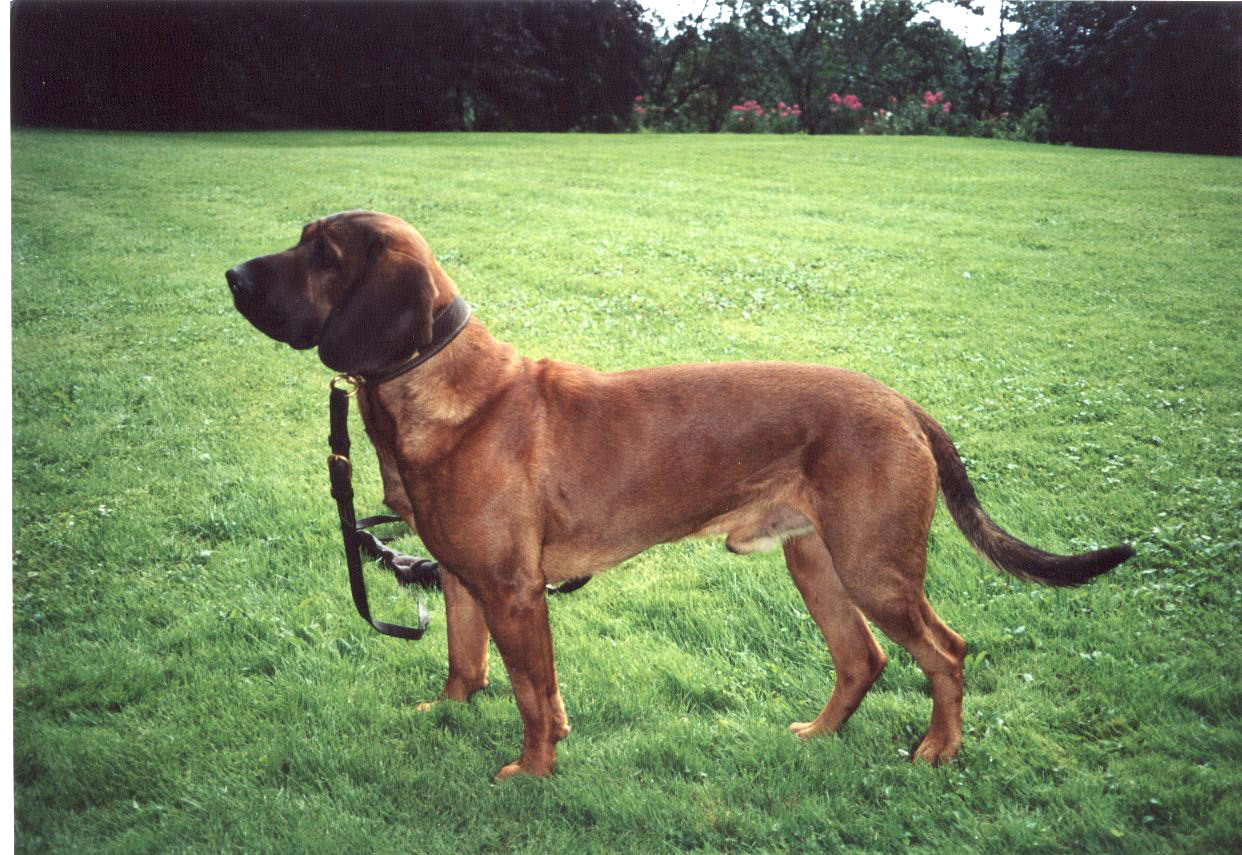
Hannoverský barvář

Barvář je označení loveckého psa, který díky výbornému čichu dohledává raněnou (postřelenou) zvěř. Barváři je skupinové označení pro více plemen. V klasifikaci FCI jsou řazeni do skupiny 6: honiči, barváři a příbuzná plemena, sekce 2. Název těchto psů pochází od slova „barva“, které zde znamená krev, kterou za sebou zanechalo zraněné zvíře.
Barváři dle klasifikace FCI:
- alpský jezevčíkovitý brakýř,
- bavorský barvář,
- hannoverský barvář.